# ديفيد جينينغز
ديفيد جينينغز (بالإنجليزية: David Jennings)‏ (4 يونيو 1889 في المملكة المتحدة - 6 أغسطس 1918 في المملكة المتحدة) هو لاعب كريكت بريطاني (وحمل سابقاً جنسية المملكة المتحدة لبريطانيا العظمى وأيرلندا). لعب مع Kent County Cricket Club ‏.

## وصلات خارجية
- ديفيد جينينغز على موقع إي آس بي آن كريك إنفو (الإنجليزية)